# سينثيا دوورك
سينثيا دوورك (بالإنجليزية: Cynthia Dwork)‏ من مواليد 1958، هي عالمة كمبيوتر أمريكية تشغل منصب أستاذة في علوم الكمبيوتر في جامعة هارفارد كما تشغل منصب أستاذة في معهد رادكليف للدراسات المتقدمة وأستاذة أيضا في كلية هارفارد للحقوق.

## النشأة والتعليم
سينثيا هي ابنة عالم الرياضيات الأمريكي برنارد دوورك وأخت المؤرخة ديبوراه دوورك.
حصلت دوورك على شهادة البكالوريوس من جامعة برينستون في عام 1979 وتخرجت منها بدرجة بامتياز وحصلت حينها على جائزة التميز بسبب أبحاثها المستقلة. نالت سينثيا شهادة الدكتوراه من جامعة كورنيل في عام 1983 وذلك تحت إشراف البروفسور جون هوبكروفت.

## العمل
معروف عنها بحوثها الكثيرة في مجال الخصوصية والحفاظ على البيانات والتحليل الدقيق من الناحية الرياضية لطرق حماية البيانات كما تعمل على تطوير الخصوصية التفاضلية لضمان الخصوصية خاصة أنها باتت تُخترق في كثير من من الأحيان وعملت عام 2006 على محاولة التحليل الدقيق للبيانات رفقة كل من ماك شيري، نسيم وسميث. استطاعت اكتشاف نوع من أنواع حماية الخصوصية ينطوي على تخبئة البيانات وجعلها عشوائية دون التأثير عليها أو الخوف من فقدانها. تستخدم سينثيا دوورك أنظمة النهج القائم على دراسة الإنصاف في الخوارزميات بما في ذلك تلك المستخدمة من أجل وضع الإعلانات. ولها أيضا مساهمات في التشفير والحوسبة الموزعة وإحدى المستفيدات من جائزة ديكسترا التي ساعدتها في مواصلة عملها والبحث في ما يُعرف بتحمل الأخطاء.
لها مساهمات في علم التشفير؛ حيث تمكنت من تطوير شفرات مصدرية صعبة التهكير عام 1991، أما أول قائمة تشفيرية صنعتها فكانت بحلول عام 1997 حيث اعتمدت على ترميز المفتاح العام الذي كسر المفتاح العشوائي؛ وتُعد اليوم أول من قدم فكرة وتقنية لمكافحة البريد الإلكتروني غير المرغوب فيه والذي يتطلب إثبات الجهد الحسابي المعروف أيضا باسم إثبات العمل ولها مساهمات بسيطة أخرى في مجال التكنولوجيا الكامنة والعملات الافتراضية مثل البيتكوين.

## الجوائز والتقدير
انتخب زميلة في الأكاديمية الأمريكية للفنون والعلوم (AAAS) في عام 2008،  كما انتُخبت عضوة في الأكاديمية الوطنية للهندسة في عام 2008،  وعضوة أيضا في الأكاديمية الوطنية للعلوم في عام 2014 وزميلة في رابطة مكائن الحوسبة في عام 2015،  ثم عضوة في الجمعية الأمريكية للفلسفة في عام 2016. تلقت جائزة ديكسترا الخاصة عام 2007 بسبب عملها على حل بعض المشاكل البرمجية مع نانسي لينش ولاري ستوكماير. في عام 2009 فازت بجائزة البحوث المتميزة في الخصوصية وتعزيز التكنولوجيات. ومُنحت عام 2017 جائزة جودل رافقة فرانك إم سي وكوبي نيسيم وآدم سميث بسبب ورقتهما البحثية والتي ناقشا فيها موضوع ما يُعرف بالتفاضلية الخصوصية.